# Hemaris ottonis
Hemaris ottonis är en fjärilsart som beskrevs av Walter Rothschild och Karl Jordan 1903. Hemaris ottonis ingår i släktet Hemaris och familjen svärmare. Inga underarter finns listade i Catalogue of Life.